# Bitter Vero
Bitter Vero – luksusowa limuzyna autosegmentu F produkcji niemieckiej firmy Bitter. Samochód powstał na platformie samochodu Holden Statesman, a nadwozie jest zmodyfikowanym nadwoziem Holdena Caprice. Pod maską pracuje silnik V8 o pojemności 6 l, który rozwija 378 KM. Silnik ten rozpędza samochód do "setki" w 5,5 s oraz prędkość maksymalną 250 km/h. Jest to pojazd luksusowy, który posiada w wyposażeniu m.in. wyświetlacz LCD, odtwarzacz DVD. Pojazd kosztuje 103 530 euro.